# Benjamin Sisko
Benjamín Lafayette Sisko es un personaje ficticio que aparece en la franquicia Star Trek interpretado por el actor Avery Brooks. Aparece principalmente como el protagonista de la serie de televisión Star Trek: Deep Space Nine, presentando como el comandante (y más tarde capitán) de la estación espacial Espacio Profundo 9. También es El Emisario de los profetas. Entró en el templo de los profetas después de vencer a Gul Dukat.

## Biografía

### Primeros años
Nacido el 2332 en Nueva Orleans, Benjamín es el hijo de Joseph Sisko, el chef y propietario del restaurante "Cocina de Sisko criolla" ("Sisko" para abreviar). Su madre fue una mujer llamada Sarah. Sin embargo, Sarah fue realmente poseída por uno de los Profetas bajoranos (la forma de vida que existe en el interior del agujero de gusano), para acercarse a Joseph, casarse con él y tener a su hijo Benjamín. Sarah y Joseph estuvieron felizmente casados hasta que Sarah desapareció dos días después del primer aniversario de Ben, cuando ese Profeta la dejó, lo que causó que la verdadera Sarah se fuese. Murió en un accidente varios años más tarde.
Se alistó en la flota estelar en el 2350. Se casó y tuvo un hijo, Jake Sisko. Con el tiempo Sisko se convirtió en comandante y como tal participó en el 2366 en la batalla de Wolf 359, donde su esposa Jennifer perdió la vida. Su pérdida le persiguió los siguientes años. En el 2369 fue elegido como comandante de Espacio Profundo Nueve con el apoyo de Jean Luc Picard.

### Espacio Profundo 9
Como comandante de la estación y después capitán él tuvo la misión de ayudar a los bajoranos sin infringir la Primera Directiva, los cuales aceptan su presencia por ser El Emisario de los profetas, al igual que por la necesidad de apoyo tras la ocupación Cardasiana. Llega al mando tras la batalla de worlf 359, con más de 3000 oficiales muertos incluyendo su esposa, por lo que duda si debe aceptar el puesto y dedicarse a su hijo. 
Todo cambió cuando él descubrió el agujero de gusano hacia el Cuadrante Gamma. En ese agujero de gusano él se encontró con los profetas de Bajor. Consiguió ganarse su confianza y conseguir que abren el agujero de gusano para el tráfico espacial mientras que ellos le ayudaron a tratar con diversos problemas, derrotar al dominio, acabar con las phawraith. Gracias a ello él puede finalmente dejar atrás el pasado y permanecer en su actual posición, que, con el tiempo, le gusta más y lo considerará su hogar. 
Como comandante se vuelve testigo directo de la aparición del Dominio como amenaza para el Cuadrante Alfa, mientras que su estación, por su posición geográfica y política se vuelve más y más importante. Adicionalmente se vuelve el capitán de la nave Defiant una nave de combate experimental que fue diseñada para el combate contra los Borg, que le fue dada para combatir al Dominio, no obstante en un principio tendría muchos fallos, que el jefe de ingeniería Obrian iría reparando. También es testigo de la aparición de los Maquis, contra quienes luchó, y derrotó.
En el 2371 él se vuelve capitán y como tal contribuye es testigo cómo los cardasianos se unen al Dominio, lo que lleva a una gran guerra con el Dominio entre 2373 y 2375. En ella él contribuye decisivamente a la victoria sobre el Dominio con la ayuda de cardasianos que cambian más tarde de bando al darse cuenta de que el Dominio les ha subyugado con el tiempo.
También se enamora de una capitana de transporte llamada Cassidy Yates, con la que se casa en 2375. Como el emisario él también detiene a los malignos espíritus Pagh, enemigos de los profetas, y a su emisario Gul Dukat, pero es transportado luego al templo del cielo de los profetas, donde permanecerá por un tiempo indefinido.

## Un capitán negro
Aunque en el mundo de Star Trek está superado el racismo y el tema de la raza de Sisko no es importante, en el capítulo "Más allá de las estrellas" (6x13) se aborda de forma indirecta; al conocer la destrucción de una nave en la que tenía muchos amigos, Sisko considera la posibilidad de abandonar la Flota Estelar. En ese momento, inexplicablemente, sufre visiones que lo sitúan en la Tierra del año 1953, en el papel de Benny Russell, escritor de una revista de ciencia ficción. En la misma redacción descubre a O'Brien, Kira, Bashir, Dax, Quark y Odo, todos con apariencia de humanos. Por su condición de afroamericano sus escritos (que son visiones del futuro en el que existe la Deep Space 9) son censurados, debido a que el protagonista (el mismo Sisko) es un hombre de color. 

### Familia
- Padre: Joseph Sisko.
- Madre: Sarah Sisko.
- Una hermana,: Judith Sisko, nacida a Portland
- Primera esposa: Jennifer Sisko (muerta el 2366)
- Un hijo: Jake Sisko
- Segunda esposa: Kasidy Yates

### Asignaciones
- USS Okinawa (????-????) - Teniente Comandante
- USS Saratoga (????-2366) - Primer Oficial
- Utopia Planitia (2366-2369)
- Espacio Profundo 9 (2369-2372) - Comandante
- Federación Unida de Planetas (2372) - Jefe de Seguridad de la Tierra
- USS Defiant - Espacio Profundo 9 (2372-2376) - Capitán